# Cathédrale Notre-Dame-du-Mont-Carmel de Cartago
Cette  cathédrale n’est pas la seule cathédrale Notre-Dame-du-Mont-Carmel.
La cathédrale Notre-Dame-du-Mont-Carmel de Cartago une la cathédrale de culte catholique romain située à Cartago, dans le département de Valle del Cauca, en Colombie.